# Bembibre
Bembibre é um município da Espanha na província de León, comunidade autónoma de Castela e Leão, de área 62,69 km² com população de 10092 habitantes (2006) e densidade populacional de 160,98 hab./km².

## Demografia
| Variação demográfica do município entre 1991 e 2004 | Variação demográfica do município entre 1991 e 2004 | Variação demográfica do município entre 1991 e 2004 | Variação demográfica do município entre 1991 e 2004 |
| --------------------------------------------------- | --------------------------------------------------- | --------------------------------------------------- | --------------------------------------------------- |
| 1991                                                | 1996                                                | 2001                                                | 2004                                                |
| 10744                                               | 11104                                               | 10148                                               | 9989                                                |